# Слагалица страве 2
Слагалица страве 2 (енгл. Saw II) јесте амерички хорор филм из 2005. године, режисера Дарена Лина Баузмана, са Донијем Волбергом, Тобином Белом, Шони Смит, Ериком Кнудсеном и Дајном Мајер у главним улогама. Представља директан наставак приче из филма Слагалица страве.
Пријем публике је био позитиван, а зарада још већа од претходника. Критичари су хвалили глуму, док су негативни коментари упућени због „грозне природе саме приче”. Филм је номинован за Награду Сатурн за најбољи хорор филм године. После прве недеље од објављивања ДВД-а, постао је филм за који се најбрже распродало преко 3 милиона примерака у историји своје продукцијске куће. У филму је приказан део животне приче Џона Крејмера и донекле је објашњено зашто је постао убица.
Наставак, под насловом Слагалица страве 3, објављен је годину дана касније.

## Радња
Тим детектива покушава да спасе осморо људи, које је Џигсо изабрао за своју нову поремећену игру. Међу жртвама су син детектива који води читав случај, Данијел Метјуз, као и једина особа која је једном приликом већ преживела замку убице, Аманда Јанг.

## Улоге
| Глумац         | Улога                 |
| -------------- | --------------------- |
| Дони Волберг   | детектив Ерик Метјуз  |
| Тобин Бел      | Џон Крејмер — Џигсо   |
| Шони Смит      | Аманда Јанг           |
| Ерик Кнудсен   | Данијел Метјуз        |
| Емануела Вожје | Адисон Корде          |
| Френки Џи      | Завијер Чавез         |
| Дајна Мајер    | детектив Алисон Кери  |
| Беверли Мичел  | Лора Хантер           |
| Глен Пламер    | Џонас Сингер          |
| Лирик Бент     | полицајац Данијел Риг |
| Тим Бурд       | Оби Тејт              |
| Тони Напо      | Гас Кољар             |
| Ноам Џенкинс   | Мајкл Маркс           |